# Украинская вспомогательная полиция
Украинская вспомогательная полиция (укр. Українська допоміжна поліція, нем. Ukrainische Hilfspolizei) или же Украинский шуцманшафт — официальное название службы вспомогательной полиции, действовавшей на территории оккупированной Украины во время Великой Отечественной войны и преследовавшей евреев, коммунистов и всех партизан. Образована 27 июля 1941 (по другим данным, в середине августа 1941) по приказу Генриха Гиммлера, изначально подчинялась полиции порядка на территории Генерал-губернаторства. Территория ответственности полиции — Рейхскомиссариат Украина — создана 20 августа 1941. Первым комендантом украинской полиции был капитан Эмиль Матла, которого вскоре на этой должности заменил майор Владимир Питулей. Его заместитель был бывший сотник УГА Любомир Огоновский.
Украинская вспомогательная полиция была по большей части составлена из радикальных украинских националистов, служивших в народной милиции ОУН, созданной в июне 1941 года. Существовало две категории украинских военизированных организаций, лояльных немцам: к первой относились мобильные полицейские части, называвшиеся «шуцманшафт» или «шума», делившиеся на батальоны и участвовавшие в карательных акциях на территории Украины (подчинялись непосредственно командиру немецкой полиции порядка); ко второй относились местные полицейские части, которые назывались украинской полицией и действовали в основном в дистрикте Галиция. Друг с другом шуцманшафт и украинская полиция политически не были связаны. Украинские полицейские части существовали также в крупных городах: городская полиция подчинялась командиру шуцполиции в каждом городе (нем. Schutzpolizei), полиция окрестностей и пригородов подчинялась командиру местной жандармерии. И шуцполиция, и жандармерия подчинялись командиру полиции порядка.

## История

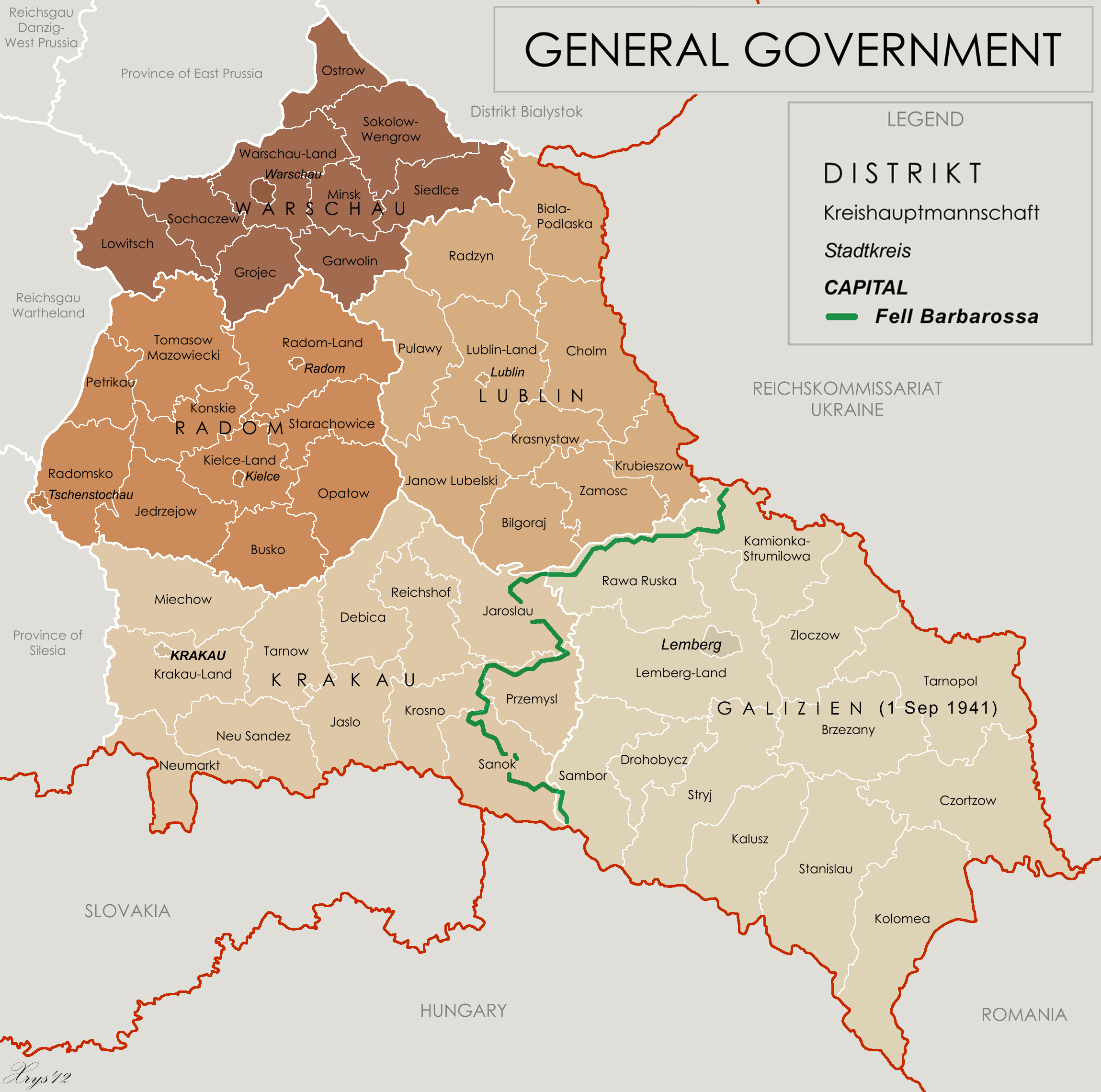
Генерал-губернаторство и дистрикт Галиция

История Украинской вспомогательной полиции берет свое начало от 17 декабря 1939 года, когда по приказу генерал-губернатора Ганса Франка, для обеспечения порядка на оккупированных немцами территориях бывшей Второй Речи Посполитой, создали полицейские формирования из местного населения. Согласно появились Польские, так называемые "Гранатовые" (по характерным цветом мундира) и Украинская полиции. Эти формирования финансировали органы местного самоуправления и находились они в непосредственном подчинении местных отделений немецкой полиции Порядка (Ordnungspolizei). Для подготовки украинских полицаев, по ходатайству Украинского Центрального Комитета, в декабре 1939 года в городе Закопане была создана полицейская школа (академия) под руководством гауптштурмфюрера СС Ганса Крюгера. К середине 1940 подобные академии создали в городах Краков, Хелм и Рабка. С началом Великой Отечественной войны многие выпускники этих полицейских школ составили основу формирований Украинской вспомогательной полиции на западноукраинских землях.
27 июля 1941 начальник Главного управления полиции порядка Курт Далюге в Кракове подписал указ об образовании полицейских частей на территориях, занятых немецкими войсками в ходе операции «Барбаросса». Так появились украинские полицейские части: украинская вспомогательная полиция в дистрикте Галиция была подчинена Генерал-губернаторству, созданному на территории Польши. Но единого центра командования полицейскими частями, составленными из этнических украинцев, не существовала. Майор Владимир Питулей, дослужившийся до звания майора, возглавлял украинскую полицию во Львове, где была образована полицейская школа во главе с директором Иваном Козаком для подготовки будущих полицейских. В дистрикте Галиция всего в рядах полиции служило около 6 тысяч человек, в том числе и 120 офицеров с небольшим опытом. Полицейские поддерживали порядок в городе и расследовали различные преступления. Контроль за деятельностью украинской полиции во Львове осуществляли организации «Зондердинст» (составлена из фольксдойче), криминальная полиция (она же зипо), «Баншутц» (транспортная полиция) и «Веркшутц» (охрана электростанций и заводов). Львовскую полицию поддерживали Украинская охранная полиция и Украинская полиция порядка.

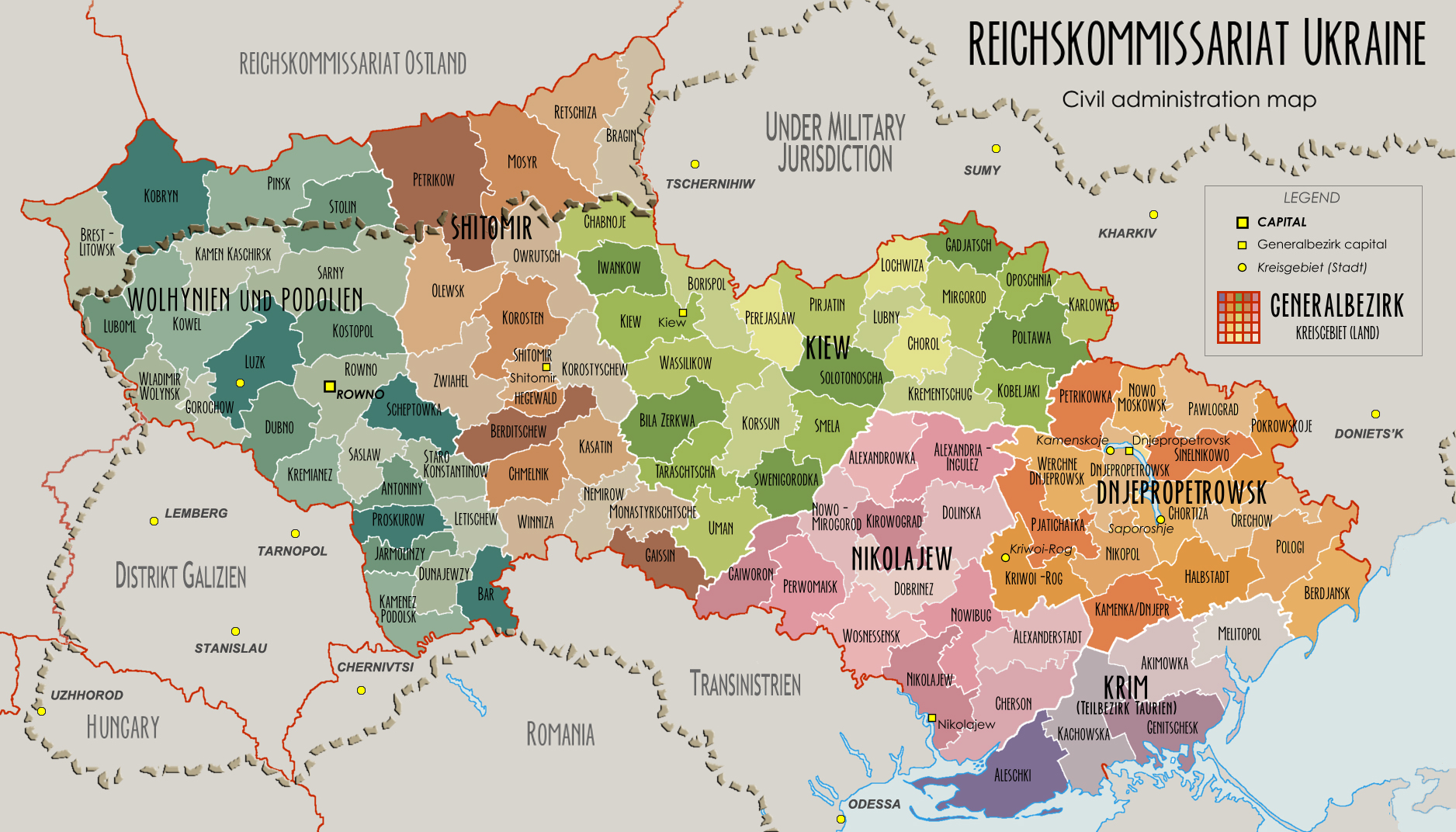
Рейхскомиссариат Украина и Генерал-губернаторство

Служба вспомогательной полиции, действовавшая на территории Рейхскомиссариата Украина, называлась «шуцманшафт» и насчитывала более 35 тысяч человек. Наименования батальонов соответствовали их географической зоне ответственности. Офицерский корпус должен был внушить доверие со стороны гражданских жителей к новым властям. Профессор Венди Лоуэр из университета Таусона писала, что хотя украинцев было больше всего из иностранных служащих вспомогательной полиции, командовали ими исключительно фольксдойче, родившиеся на Украине. Значительная часть полицейских ранее работала в советской милиции с 1939 года после присоединения Западной Украины и Белоруссии к СССР. Профессор Тадеуш Пиотровский писал, что подавляющая часть полицейских шуцманшафта в Галиции — это члены «бандеровского» крыла Организации украинских националистов, что профессор Джон-Пол Химка расценивает как свидетельство участия ОУН в Холокосте. Согласно свидетельствам Андрея Грегоровича («Ukrainian Review»), этнический состав вспомогательной полиции отражал демографическую ситуацию на территории Украинской ССР: среди полицаев было много советских военнопленных, этнических русских и поляков, а также немцев из различных земель. Однако Кристофер Браунинг («Ordinary Men») и Венди Лоуэр настаивают, что расправой над врагами Рейха могли заниматься только местные украинцы и фольксдойче. Подтверждает эту точку зрения и Александр Прусин, писавший о том, что название «Украинская вспомогательная полиция» было дано по этническому большинству, проживавшему на территории оккупированной Украины. Вспомогательная полиция подчинялась прямо командованию германских СС, айнзацгруппам и военной администрации.

## Военные преступления

### Холокост и сотрудничество с нацистами
Александр Статиев из канадского университета Ватерлоо пишет, что Украинская вспомогательная полиция больше других причастна к холокосту на территории СССР: так, полицаями было убито около 150 тысяч евреев в Волыни. Немец Дитер Поль в книге «Шоа на Украине» пишет, что вспомогательная полиция начала этнические чистки с первых дней пребывания немцев в СССР и по их же приказам. Вспомогательная полиция участвовала в регистрации проживавших в рейхскомиссариате евреев, проводила карательные операции, охраняла гетто, доставляла пленных на места казни и следила за тем, чтобы никто не посмел поднять бунт.
В Радомышле, Кривом Роге, Ровно осенью 1941 г. украинская полиция играла активную роль в уничтожении евреев. Например, в Радомышле 1668 евреев было убито эйнзацгруппой SK4a и украинской милицией. 6-7 ноября в Ровном эсесовские подразделения при помощи украинской полиции уничтожили 15 тысяч евреев. Согласно немецким отчётам «много раз придавалось значение присутствию украинской милиции (украинской службе порядка) при уничтожении евреев».
На Волыни за осень 1941 г. было уничтожено 30 тысяч евреев. В уничтожении евреев принимала участие и украинская вспомогательная полиция. В уничтожении евреев принимали активное участие шуцманы, состоявшие, в том числе, и из украинских националистов. Так 5 октября 1942 г. немцы совместно с шуцманами расстреляли в Дубно 5 тысяч евреев. 25 сентября корецкие евреи были также расстреляны при участии шуцманов. В 1942 г. недалеко от местечка Рожища немцами совместно с украинской полицией было расстреляно до 4000  евреев. В ликвидации еврейского гетто в Бережанах участвовали также украинские полицаи.
На Западной Украине большинство евреев было убито во время второй волны чисток, после ликвидации гетто в конце 1942 г. Основной ударной силой чисток была местная полиция-шуцманшафт. На Украине и в Белоруссии во время ликвидации гетто летом-осенью 1942 г. на одного немца приходилось 5-10 местных полицейских. Начиная с осени 1942 г. все больше украинских шуцманов дезертировало в леса. Но до того момента, когда они дезертировали, многие успели принять участие в геноциде евреев. К началу 1943 г. большая часть евреев в гетто на территории Украины была уничтожена. Части евреев удалось бежать в леса, но для них борьба за выживание не прекращалась. С середины 1942 года поиск и уничтожение бежавших евреев, выживших после ликвидаций гетто, стали основной обязанностью шуцманства.
Украинская милиция была привлечена к охране евреев и участвовала в их убийствах также на Житомирщине и Винничине. В Житомирской области нацисты подстрекали к антиеврейским погромам, но проводили их не сами, а руками украинской милиции и фольксдойче. В то же время, согласно американской исследовательнице В. Лавер, в Житомире украинские националисты призывали своих сторонников удержаться от несанкционированных погромов евреев. Немцам так и не удалось спровоцировать масштабные погромы на Житомирщине, как и в остальной Советской Украине. Может быть несколько причин, объясняющих данное явление. Во-первых, в Советской Украине плотность еврейского расселения была меньшей по сравнению с Западной Украиной. Во-вторых, массовые погромы, совершаемые рядовым украинским населением в Западной Украине при сравнительно спокойном отношении населения к евреям в Советской Украине, указывают, что причину этого следует искать, в том числе, в западноукраинском опыте украинско-еврейских отношений, отличном от советского опыта. На западноукраинских землях Второй Речи Посполитой, в отличие от Советской Украины, в довоенный период процветал неприкрытый антисемитизм. Кроме того, можно отчасти согласиться с теми авторами, которые указывают на практику советизации западноукраинских земель как на причину роста антисемитизма среди украинского населения. Наконец, именно в Западной Украине были сильны правые радикальные организации (прежде всего, конечно же, ОУН), у которых антисемитизм присутствовал и до советизации этих земель, и именно ОУН, очевидно, сыграла решающую роль в возникновении еврейских погромов.
Подразделения украинской вспомогательной полиции принимали участие в карательных полицейских и антипартизанских операциях в феврале-марте 1943 года «Зимнее волшебство» (север Белоруссии и Себежский район Псковской области РСФСР) и в апреле-мае 1944 года «Весенний праздник» (территория Витебской области Белоруссии).

### Геноцид поляков
На 100% определить, представители каких национальностей на самом деле служили в Украинской вспомогательной полиции, достаточно трудно, поскольку в Дистрикте Галиция не было де-юре определения представителя украинского населения. Некоторые украинцы, служившие во вспомогательной полиции, в довоенные годы отмечались именно как поляки, а не как украинцы, однако при этом испытывали патологическую ненависть к полякам и евреям. В 1978 году в Польше был расстрелян полицай Ян Масловский (он же Иван Маслий), которого в Ракловице выдали несколько поляков, переживших массовые расправы в Щепятыне, Дыниске, Тарнощыне, Немстуве и Корчуве, учинённые Украинской вспомогательной полицией.
13 ноября 1942 года украинские полицаи в Обурках ограбили и убили 33 человека (32 поляка и еврей). Деревня, находившаяся на территории довоенного Волынского воеводства, была сожжена дотла. 16 декабря ещё один отряд полицаев во главе с немцами убил 360 поляков в деревне Езерце (бывший Ровенский повят). В конце февраля — начале марта 1944 года полицаями были арестованы во Львове множество молодых поляков, большую часть из которых потом убили, а документы похитили. Польское Представительство Правительства на Родине начало вести переговоры с «бандеровским» крылом ОУН, но после их срыва диверсионная группировка «Кедыв» провела акцию возмездия «Вечерня» (пол. Nieszpory), в ходе которой 11 полицаев были убиты. Нападения на поляков во Львове после этого прекратились.

## Связь с ОУН
С началом гитлеровской оккупации Украины, обе фракции ОУН, бандеровцы и мельниковцы, активно формировали т.н. отряды Народной милиции, главным образом на Западной Украине. Согласно первой задумке, они должны были стать силовой опорой новой «украинской державы», а в дальнейшем составить костяк её вооруженных сил. Хотя эти полицейские формирования были реорганизованы немцами во вспомогательную полицию осенью 1941 года и значительное число оуновских руководителей и рядовых членов были вычищены из полиции и даже арестованы, ОУН продолжала осуществлять значительный неформальный контроль над многими подразделениями вспомогательной полиции, в особенности на Волыни и в Галиции. Полиция, безусловно, была важным инструментом оккупационной политики, ведь она помогала немцам контролировать оккупированные земли. Украинское подполье глубоко ее покрыло, ведь проводники националистов изначально предполагали, что в нужный момент члены этого формирования перейдут на их сторону. По оценке канадского историка Ивана Качановского, по меньшей мере 23 % лидеров ОУН и командиров УПА проходили службу в вспомогательной полиции. 
Весной 1943 на Волыни произошло массовое дезертирство украинских полицаев с последующим переходом в ряды Украинской повстанческой армии. Существуют несколько версий причин этого действия. По наиболее распространённой версии бандеровское руководство на Волыни сразу после получения информации об итогах III конференции ОУН-Б отдало своим людям приказ уйти в партизаны, а это дезертирство породило цепную реакцию — попытки немецкого противодействия и в итоге побег остальных полицейских. Впрочем, возможно, что и так запланированное дезертирство было ускорено разоблачением полицейских, связанных с ОУН, и угрозой ареста со стороны гестапо. Ещё одной версией является провокация со стороны советской разведки. Командир 1-й партизанской бригады специального назначения ГРУ полковник Антон Бринский привел к дезертирству одно полицейское подразделение, намереваясь включить его в состав советских партизанских отрядов. Немцы в ответ начали арестовывать полицейских и расстреливать их, в результате чего остальная часть сбежала «в лес». Однако Бринский не ожидал, что дезертиры в основном вступят не в его отряды, а в УПА.
Дезертирства начались в начале марта 1943 года. Полицейские бежали не только из участков в небольших сёлах, но и в крупных городах — Ковеле, Луцке, Горохове. Часто предлогом для дезертирства было нападение на полицейское отделение или тюрьму отрядов УПА. Так 9 марта 1943 боёвка ОУН-Б под руководством Ивана Климишина-«Крука» напала на Бережци. Воспользовавшись моментом, украинские полицаи атаковали немцев и убили их (10 человек). 18 марта 1943 украинские полицаи прикончили коменданта и сбежали из полицейского участка в Боремеле. Ночью 20 (или 22) марта в 1943 году из Луцка по инициативе Степана Коваля-«Рубашенко» дезертировал хозяйственный батальон полиции, насчитывавший триста двадцать человек. Вместе с ним к партизанам перешли охранные подразделения и районная полиция (около 200 человек). Перед уходом они разбили в Луцке лагерь для военнопленных, откуда освободили около сорока человек, и сборный пункт для принудительных рабочих. Батальон отступил к окраинам посёлка Колки, где на его базе был создан курень УПА во главе с «Рубашенко». В ночь с 25 на 26 марта 1943 уповцы обстреляли Мацеев. В погоню за партизанами немцы отправили 103-й полицейский батальон, насчитывавший около 220 человек. Сразу же после выхода из города полицейские дезертировали и создали курень УПА, который возглавил инициатор побега, Иван Климчак-«Лысый». 6 апреля 1943 произошел бунт украинской полиции в Ковеле. В сообщении советских партизан сказано: «Полиция убила 18 немцев, освободила арестованных из тюрьмы и распустила лагерь принудительного труда».
Попытки дезертирства не всегда заканчивались успехом. В Здолбунове украинские полицаи отказались выполнять приказы. Немцы немедленно их разоружили, 12 расстреляли, а остальных отправили в Германию. Всего весной 1943 года от 4 до 6 тысяч полицаев стали партизанами УПА. С момента дезертирства полиции, с марта 1943 года, на Волыни начали расти антинемецкие настроения. Они часто были связаны с антипольскими чистками, то есть, направлены и против немцев, и против поляков, причем количество польских жертв обычно в несколько раз превышала немецкие потери.
Это событие комментируется украинскими историками в положительном ключе, как пример борьбы украинских националистов с Германией. Однако при этом некоторыми историками совершенно упускается из виду другой, более важный момент, — о степени ответственности Организации украинских националистов и верхушки украинских националистов в принятии в свою организацию и УПА людей, заведомо причастных к военным преступлениям и являющихся воплощением коллаборационизма. Более того, служба в украинской полиции (даже в качестве коменданта) при немцах иногда рассматривалась как «живое участие в строительстве украинской Государственности», а комендант полиции одного из городов мог одновременно занимать и должность районного проводника ОУН в Ровенской области. В этот период в УПА брали всех, включая даже тех украинских полицейских, которые ранее совершали казни арестованных гестапо оуновцев.

## Батальоны
К 1942 году после образования жандармерии на оккупированных восточных территориях численность и мощь шуцманшафта многократно выросли. Однако новые добровольцы службу проходили не в батальонах, а занимали больше какие-то должности в местной полиции порядка. Охранные батальоны (или батальоны шуцманшафта) составляли всего треть от общей численности полиции. Полиция носила чёрную униформу, взятую с немецких складов довоенных времён, которая вообще не использовалась немцами. С бывшей чёрной униформы Общих СС сняли все знаки различия и отдали шуцманшафту, чтобы там прикрепили свои знаки различия. Мобильным подразделениям предлагали полевую униформу серого цвета. Предполагалось, что каждый батальон должен был насчитывать около 500 человек, разделённых на три роты численностью от 140 до 150 человек и штабные подразделения численностью около 50 человек. Проблемы с предоставлением униформы удалось решить только к концу 1942 года. Полицаям выдавалось как немецкое, так и советское трофейное оружие (винтовки и пистолеты). Станковые пулемёты до конца войны были в небольшом количестве у полиции.

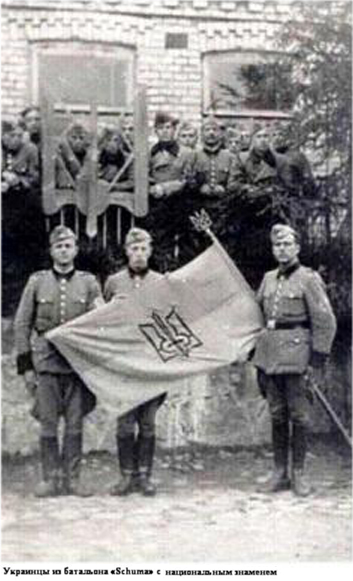
Украинский батальон шуцманшафта, 1942

Большинство батальонов имели свои собственные номера и отличительные знаки для более удобного различия: батальоны, действовавшие на территории юга России и на Украине, имели номера со 101-го по 200-й; действовавшие в Центральной России и в Белоруссии — с 51-го по 100-й. Исключением был 201-й батальон, образованный во Франкфурте-на-Одере в октябре 1941 года из числа бывших военнослужащих «Нахтигаля», образованного по инициативе ОУН(б).
Центральная Россия и Белоруссия
- Schutzmannschaft Bataillon 51 (ukrainische), расформирован в мае 1943
- Schutzmannschaft Bataillon 53 (ukrainische), создан в августе 1942
- Schutzmannschaft Bataillon 54 (ukrainische), создан в сентябре 1942
- Schutzmannschaft Bataillon 55 (ukrainische), создан в августе 1942
- Schutzmannschaft Wacht Bataillon 57 (ukrainische)[нем.], с июля 1944 года — часть бригады шуцманшафта «Зиглинг», с августа 1944 — 30-я гренадерская дивизия СС (1-я белорусская)[48][52]
- Schutzmannschaft Wacht Bataillon 61 (ukrainische), с июля 1944 года — часть бригады шуцманшафта «Зиглинг», с августа 1944 — 30-я гренадерская дивизия СС (1-я белорусская)[48][52]
- Schutzmannschaft Wacht Bataillon 62 (ukrainische), с июля 1944 года — часть бригады шуцманшафта «Зиглинг», с августа 1944 — 30-я гренадерская дивизия СС (1-я белорусская)[48][52]
- Schutzmannschaft Wacht Bataillon 63 (ukrainische), с июля 1944 года — часть бригады шуцманшафта «Зиглинг», с августа 1944 — 30-я гренадерская дивизия СС (1-я белорусская)[48][52]

Южная Россия и Украина
- Schutzmannschaft Bataillon 101 (ukrainische), создан в июле 1942[48]
- Schutzmannschaft Bataillon 102 (ukrainische)[пол.], создан в июле 1942[48]
- Schutzmannschaft Bataillon 103 (ukrainische), создан в июле 1942[48]
- Schutzmannschaft Bataillon 104 (ukrainische)[тарашк.], создан в июле 1942[48]
- Schutzmannschaft Bataillon 105 (ukrainische), создан в ноябре 1942[48]
- Schutzmannschaft Bataillon 106 (ukrainische), создан в ноябре 1942[48]
- Schutzmannschaft Bataillon 107 (ukrainische), создан в ноябре 1942[48]
- Schutzmannschaft Bataillon 108 (ukrainische), создан в июле 1942[48]
- Schutzmannschaft Bataillon 109 (ukrainische), создан в июле 1942[48]
- Schutzmannschaft Bataillon 110 (ukrainische), создан в июле 1942[48]
- Schutzmannschaft Bataillon 111 (ukrainische), создан в июле 1942[48]
- Schutzmannschaft Bataillon 113 (ukrainische), создан в июле 1942[48]
- Schutzmannschaft Bataillon 114 (ukrainische), создан в июле 1942[48]
- Schutzmannschaft Bataillon 115 (ukrainische), создан в июле 1942, переведён в Белоруссию[53]
- Schutzmannschaft Bataillon 116 (ukrainische), создан в июле 1942[48]
- Schutzmannschaft Bataillon 117 (ukrainische), создан в июле 1942[48]
- Schutzmannschaft Battalion 118, создан в июле 1942 из бывших советских военнопленных, в декабре переведён в Минск[53]
- Schutzmannschaft Bataillon 119 (ukrainische), создан в ноябре 1942[48]
- Schutzmannschaft Bataillon 120 (ukrainische), создан в ноябре 1942[48]
- Schutzmannschaft Bataillon 121 (ukrainische), создан в ноябре 1942[48]
- Schutzmannschaft Battalion 122 (ukrainische), создан в июле 1942[48]
- Schutzmannschaft Battalion 123 (ukrainische), создан в июле 1942[48]
- Schutzmannschaft Battalion 124 (ukrainische), создан в июле 1942[48]
- Schutzmannschaft Bataillon 125 (ukrainische), создан в ноябре 1942[48]
- Schutzmannschaft Bataillon 129 (ukrainische), создан в июле 1942[48]
- Schutzmannschaft Bataillon 130 (ukrainische), создан в июле 1942[48]
- Schutzmannschaft Bataillon 131 (ukrainische)[пол.], создан в июле 1942[48]
- Schutzmannschaft Bataillon 134 (ukrainische), создан в ноябре 1942[48]
- Schutzmannschaft Bataillon 136 (ukrainische), создан в ноябре 1942[48]
- Schutzmannschaft Bataillon 137 (ukrainische), создан в октябре 1942[48]
- Schutzmannschaft Bataillon 138 (ukrainische), создан в октябре 1942[48]
- Schutzmannschaft Bataillon 139 (ukrainische), создан в октябре 1942[48]
- Schutzmannschaft Bataillon 140 (ukrainische), создан в октябре 1942[48]
- Schutzmannschaft Bataillon 143 (ukrainische), создан в августе 1942[48]
- Schutzmannschaft Bataillon 144 (ukrainische), создан в августе 1942[48]
- Schutzmannschaft Bataillon 145 (ukrainische), создан в августе 1942[48]
- Schutzmannschaft Bataillon 146 (ukrainische), создан в августе 1942[48]
- Schutzmannschaft Bataillon 155 (ukrainische)[пол.], создан в ноябре 1942[48]
- Schutzmannschaft Bataillon 156 (ukrainische), создан в ноябре 1942[48]
- Schutzmannschaft Bataillon 157 (ukrainische), создан в ноябре 1942[48]
- Schutzmannschaft Bataillon 158 (ukrainische), создан в ноябре 1942[48]
- Schutzmannschaft Bataillon 161 (ukrainische), создан в ноябре 1942[48]
- Schutzmannschaft Bataillon 162 (ukrainische), создан в ноябре 1942[48]
- Schutzmannschaft Bataillon 163 (ukrainische), создан в ноябре 1942[48]
- Schutzmannschaft Bataillon 164 (ukrainische), создан в ноябре 1942[48]
- Schutzmannschaft Bataillon 165 (ukrainische), создан в ноябре 1942[48]
- Schutzmannschaft Bataillon 166 (ukrainische), создан в январе 1943[48]
- Schutzmannschaft Bataillon 167 (ukrainische), создан в январе 1943[48]
- Schutzmannschaft Bataillon 168 (ukrainische), создан в январе 1943[48]
- Schutzmannschaft Bataillon 169 (ukrainische), создан в январе 1943[48]
- Schutzmannschaft Bataillon 201 (ukrainische)[48]
- Schutzmannschaft Bataillon 203 (ukrainische)[пол.], создан в 1943[48]
- Schutzmannschaft Bataillon 204 (ukrainische)[48]
- Schutzmannschaft Bataillon 205 (ukrainische), создан в апреле 1943[48]
- Schutzmannschaft Bataillon 206 (ukrainische), создан в 1943[48]
- Schutzmannschaft Bataillon 207 (ukrainische), создан в мае 1944[48]
- Schutzmannschaft Bataillon 208 (ukrainische), создан в мае 1944[48]
- Schutzmannschaft Bataillon 212 (ukrainische), создан в 1944[48]